# Jack Cardiff
Jack Cardiff (Great Yarmouth, 1914. szeptember 18. – Ely, 2009. április 22.) Oscar- és kétszeres Golden Globe-díjas angol operatőr, filmrendező. Nevéhez fűződik az első angol színes film, A hajnal szárnyai (1937). 1960-ban a Sons and Lovers című filmrendezői munkájáért Oscar-díjra jelölték.

## Életpályája

### Korai évek
Cardiff Great Yarmouthban született Florence és John Joseph Cardiff gyermekeként. Már korai éveiben dolgozott színészként; My Son My Son (1918), Billy Rose (1922), A skótok királynője (1923) és Tiptoes (1927). 15 évesen (1929) kezdett kamera-asszisztensként dolgozni.

### Operatőr
1935-ben Cardiff operatőri és alkalmi operatőri beosztással dolgozott a London Filmsnél. A második világháború kezdetekor operatőrként dolgozott a nyilvánosság tájékoztatására szolgáló filmeknél. Számos filmet készített Indiában. Karrierjében fordulópont volt az 1943-ban elkészült Blimp ezredes élete és halála című film. 1947-ben készítette el a Fekete nárcisz című filmet, amellyel Oscar-díjat és Golden Globe-díjat is nyert. Egy évvel későbbi a Piros cipellők című film. 1995-ben a Brit Operatőrök Társasága életműdíjat adományozott számára.

### Rendezői munkája
Az 1950-es években kezdett rendezni. Két szerény sikerű filmje a Meg kell ölni (1958) és az E hely felett (1959). Azonban az 1960-as Sons and Lovers, amely D. H. Lawrence regény-adaptációjából készült, és Trevor Howard, Wendy Hiller és Dean Stockwell szerepeltek benne, nagy sikert aratott. 1961-ben e filmjével elnyerte a Golden Globe-díjat.

### Késői élete
Miután az 1960-as években a rendezéseire koncentrált, az 1970-es, 1980-as években visszatért az operatőri pályára. Munkái többsége az USA-ban készült. 1983-ban A gonosz lady című filmben Faye Dunaway és Alan Bates munkatársa volt. 1985-ben két nagysikerű filmben dolgozott, ezek a Macskaszem és a Rambo II.
Cardiff végelnyengülésben hunyt el 94 éves korában, 2009. április 22-én, ugyanazon a napon, mint Ken Annakin, akivel Az ötödik muskétás (1979) című filmben dolgozott együtt.

## Filmjei
| - A csalás (1931) - Péntek 13 (1935) - Eladó kísértet (1935; Harold Rossonnal) - Pompeii végnapjai (1935) - Mi lesz holnap? (1936) - Ahogy tetszik (1936; Harold Rossonnal) - A hajnal szárnyai (Wings of the Morning) (1937) - Sötét utazás (1937) - A páncél nélküli lovag (Knight Without Armour) (1937) - Négy toll (1939) - A nagy Mr. Haendel (The Great Mr. Handel) (1942) - Blimp ezredes élete és halála (1943) - Cézár és Kleopátra (1945) - Diadalmas szerelem (1946) - Fekete nárcisz (1947) - Piros cipellők (1948) - Scott kapitány (1948) - A Baktérítő alatt (1949) - A fekete rózsa (The Black Rose) (1950) - Afrika királynője (1951) - Varázsdoboz (1951) - Pandora és a bolygó hollandi (Pandora and the Flying Dutchman) (1951) - Mezítlábas grófnő (1954) - A bátor (The Brave One) (1956) - Háború és béke (1956; Aldo Tontival) - A herceg és a színésznő (1957) - Az elveszettek legendája (1957) - Vikingek (1958) - Anna Frank naplója (1959) - Fanny (1961) - Gyémántvadászok (1968) (filmrendező is) - Lány a motoron (1968; Ronald Duncannel) (filmrendező és forgatókönyvíró is) - Koldus és királyfi (1977) - Agatha Christie: Halál a Níluson (1978) - Az ötödik muskétás (1979) - A háború kutyái (1980) - Szellemjárás (1981) - A gonosz lady (1983) - A téboly háza (1983) - Távoli pavilonok (1984) - Botrány a köbön (1984) - Conan, a barbár 2. - A pusztító (1984) - Stephen King: Macskaszem (1985) - Rambo II (1985) - Pénzmánia (1987) | - Meg kell ölni (1958) - E hely felett (Beyond This Place) (1959) - Sons and Lovers (1960) - Az én kis Gésám (1962) - Az oroszlán (1962) - A vikingek kincse (1964) - A fiatal Cassidy (1965; John Forddal) - A felszámoló (1965) |

## Díjai
- Oscar-díj a legjobb operatőrnek (1948) Fekete nárcisz
- Golden Globe-díj a legjobb operatőrnek (1948) Fekete nárcisz
- Golden Globe-díj a legjobb filmrendezőnek (1961) Fiúk és szeretők
- A Brit Birodalom Rendje (OBE) (2000)
- Oscar életműdíj (2001) A fény és a színek mesterének

## Fordítás
- Ez a szócikk részben vagy egészben  a   Jack Cardiff című angol Wikipédia-szócikk ezen változatának fordításán alapul.  Az eredeti cikk szerkesztőit annak laptörténete sorolja fel. Ez a jelzés csupán a megfogalmazás eredetét és a szerzői jogokat jelzi, nem szolgál a cikkben szereplő információk forrásmegjelöléseként.